# Phước Hưng (Bà Rịa)
Phước Hưng is een phường in de thành phố Bà Rịa, in de Vietnamese provincie Bà Rịa-Vũng Tàu.